# Tichu

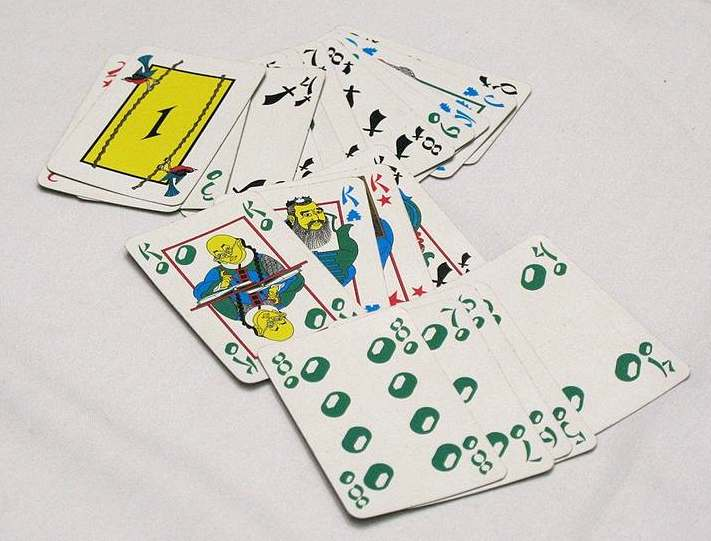
Cartes de Tichu

Tichu est un jeu de défausse, où il faut jouer toutes vos cartes, et un jeu de levées, où il faut aussi ramasser des cartes valant des points (en gagnant des plis) en équipe de deux joueurs ou de trois (d'autres variantes compliquées existent jusqu'à douze). C'est un jeu très stratégique qui nécessite une connaissance pratique des règles et des situations de jeu.

## Principe
Le principe du jeu qui ressemble au Gang of Four et au jeu du trou du cul (président) est un jeu de tour (ou de pli) où les équipes gagnent des points selon des paris (Tichu) ou des cartes (cinq, dix, roi, dragon et phénix) pris au cours de manches successives (placé dans les piles de victoire). 
Contrairement aux jeux de cartes traditionnels, un tour n'est pas fini lorsque tout le monde a joué une carte mais se termine lorsque personne ne veut ou ne peut plus jouer de cartes (trois joueurs doivent passer pour mettre fin à un tour/pli que le jeux soit à quatre ou six). Les cartes ne peuvent être battues que par des cartes supérieures. En principe l'as (qui ne sont pas des 1) est le plus fort, mais il existe des cartes spéciales (dragon, phénix) et des combinaisons qui peuvent les battre. Le joueur qui remporte le tour (ou pli), joue à nouveau en premier, cela s'appelle avoir la main. Le but est de se débarrasser de ses cartes le plus rapidement possible. Ce jeu est inspiré du traditionnel chinois qui est très populaire en Asie. Une manche se termine quand seul un joueur à des cartes en main, sa main rejoint alors la pile de victoire de ses adversaires et ses plis (pile de victoire) vont au vainqueur (celui arrivé en premier au bout de ses cartes).

## Les combinaisons
Le tichu est un jeu de plis et l'on ne peut que jouer des plis d'une même combinaison sur un pli déjà commencé. Beaucoup des combinaisons du Poker sont valides au tichu et la suite de paires qui se suivent est la seule combinaison qui lui est propre. Des situations spéciales existent et elles sont décrites ci dessous. Les combinaisons valides sont le simple (aussi appelé unuple), la paire, le brelant, la suite de paires qui se suivent, les fulls (une paire plus un brelant, seul la force du brelant compte), et la suite (cinq cartes qui se suivent minimum, 15 maximum). À ces combinaisons normales s'ajoutent deux combinaisons spéciales : le carré et les suites d'une même couleur, ces combinaisons s'appellent des bombes (les carrés sont plus faibles que les suites de la même couleur) et peuvent être jouées sur n'importe quelles combinaisons (il est impossible de les jouer s'il n'y pas de cartes sur la table ou un chien). Les bombes commencent un pli, placées sur l'ancien (l'on joue maintenant pour le tout) où seules des bombes peuvent être jouées (leurs forces doivent être croissantes bien-sûr). Le droit de jouer s'il n'y pas de cartes en jeux ou un chien est sacré et ne peut être usurpé par une bombe, il faut attendre qu'une combinaison soit posée pour que cette dernière puisse être "bombée". Une bombe peut être jouée si un joueur a la main. Une bombe dans une partie sérieuse ne peut pas utiliser un phénix.
Le simple est une carte jouée seule; toutes les cartes peuvent être jouées ainsi si le joueur a la main, pour jouer sur un simple il faut jouer un simple ayant une force plus grande. La force d'une carte est définie par son chiffre du majong (qui a une force de 1) au dix cela est très explicite. Les têtes sont dans l'ordre classique du Poker avec le valet (J), puis la dame (Q) le roi (K) et finalement l'as (A). Le dragon peut être joué sur n'importe quel simple. 
Le double est composé de deux cartes d'une même force. Le brelan est lui composé de trois cartes d'une même force. Un foule est composé d'une paire et d'un brelan (seule la force du brelan compte). La suite de paire est une suite de paire avec une force croissante, le nombre de paires minimum est deux mais n'est pas limité, pour jouer sur une suite, il suffit de jouer un minimum d'une paire supérieure à celle du joueur précédent. La suite est composée d'un minimum de cinq cartes de force croissante, pour jouer sur une suite, il faut que la carte la plus forte de la nouvelle suite soit plus forte de minimum une carte. 
Le carré ou faible bombe est composé de quatre cartes d'une même force. La suite d'une même couleur ou forte bombe est une suite de minimum 5 cartes de force croissante. Dans les parties sérieuses, l'on ne peut jouer de phénix dans une bombe, le carré joué ainsi est juste un carré et non une bombe de même pour la suite d'une même couleur.

## Les cartes spéciales et éléments uniques au Tichu
Le tichu dispose de 4 cartes spéciales, le dragon, le majong (le 1), le phénix et le chien. 
Le dragon est la carte plus forte carte en simple, il gagne le pli automatiquement sauf contre une bombe, il ne peut que être joué en simple. Tout pli pris avec un dragon doit être donné à l'adversaire de son choix. Le dragon chinois (Chinese_dragon) a beaucoup de signification dans la mythologie chinoise. 
Le majong est un 1 (il est donc la carte la plus faible sauf un phénix posé seul), il détermine qui joue en premier, il ne peut que être joué seul ou dans une suite. Quand le majong est joué, le joueur qui le joue peut faire un vœu pour une carte normale (la force seule importe), après cela tout joueur pouvant réaliser le vœu doit le faire à son tour, en jouant la carte seule ou la combinaison, si un joueur ne peut réaliser le vœu le tour continue en simple, et le vœu perdure au pli suivant jusqu'à sa réalisation. Le vœu permet de forcer des bombes ou peut permettre à ses adversaires de jouer sans avoir la main leurs combinaisons. 
Le phénix peut remplacer n'importe quelle carte dans une combinaison, il peut battre n'importe quelle carte en simple en y ajoutant 0,5 à sa force à l'exception du dragon. Le phénix est considéré comme la carte la plus forte en jeux cependant elle donne moins 25 points. 
Le chien est la carte spéciale la plus faible ne pouvant qu'être jouée seule par le biais de la main, cependant son effet est très utile pouvant donner la main à l'allié de son choix, ce dernier peut commencer un pli de son choix sur le chien sans interruption possible.
La pile de victoire : contrairement au Gang of Four et au jeu du trou du cul (président) où les cartes sont défaussé après avoir été jouées, chaque joueur garde devant lui les cartes qu'il a gagné. En fin de manche , le vainqueur prend les cartes de la pile de victoire du dernier joueur à quatre, des deux derniers à six, puis le dernier joueur donne sa main à ses adversaires (cette dernière ne va pas dans sa pile de victoire).

## Les Tichus
Lors de la distribution de la neuvième carte à 4 ou la cinquième à 6 ou avant d'avoir joué, il est possible pour un ou plusieurs joueurs de déclarer Tichu pariant 200 points pendant le distribution ou 100 points avant de jouer sa première carte que l'on sera vainqueur de la manche. En cas d'échec, l'équipe perd le nombre de point pariés. Il est donc possible de perdre des points durant une manche et même de finir dans le négatif.

## Mise en place du jeu
Les joueurs sont toujours au début d'une manche placés entre leurs adversaires à quatre autour d'une table carrée : vous êtes en face de votre allié. La configuration initiale est toujours allié/adversaire/allié/adversaire. Le vainqueur se voit toujours attribuer la première carte lors de la distribution, traditionnellement les joueurs ramassent les cartes en ordre jusqu'à épuisement du deck afin de constituer leurs mains. Après cela, chaque joueur trie sa main en combinaisons et donne 1 carte face caché dans un pile devant chaque autre joueur à 4 ou 2 cartes à chaque allié à 6, il faut donner ses cartes avant de ramasser la pile de dons. Ici différentes règles existent : certains disent que toute communication est interdite, d'autres que des rôles de supports (donnant des bonnes cartes visant des combinaisons faibles) ou de forts (joueurs visant le Tichu) peuvent être attribués entre les joueurs d'une même équipe, ou qu'un signe « bas » ou « haut » peut être fait discrètement. Une fois l'échange complété, la manche commence et le joueur avec le majong (le 1) doit jouer une combinaison.

## Comment gagner?
Le jeu se joue pour des points. Chaque main remportée par un joueur est placée dans sa pile de victoire (pile de cartes sorties de la manche que le joueur a gagnée). Le vainqueur est celui qui a joué toutes ses cartes en premier, il prend les cartes de la pile de victoire du dernier à quatre et des deux dernier à six. Les cartes de cinq, dix et roi, valent respectivement cinq, dix et dix points pour un total de cent. Le phénix vaut moins 25 points et le dragon plus 25. Si les membres d'un équipe finissent sans qu'aucun de leurs adversaires n'ait fini, les points ne sont pas comptés et l'équipe ayant fini gagne 200 points s'ils sont deux, ou 300 s'ils sont trois. Les parties se jouent habituellement en 1000 points, il est impossible de faire plus de 500 points dans une manche, le jeu se joue donc en plusieurs manches où les joueurs constituent des combinaisons avec leurs nouvelles mains et jouent des plis.

### Stratégies de Bases
Autant à quatre, qu'à six, il est important de réfléchir quand l'on a constitué sa main. En effet, l'échange de carte est un moment primordial, à quatre il s'agit d'offrir une carte injouable à ses deux adversaires et la bonne carte à son allié. Des erreurs de débutant sont typiquement de donner sa meilleure carte à son allié. Le résultat de cette action est souvent l'échange d'un as pour un autre, n'améliorant aucunement la force de l'équipe. Une autre erreur est de passer ses cartes les plus faibles. Un adversaire averti peut garder les siennes et former des combinaisons comme une bombe ou une suite. L'important dans l'échange est de passer les cartes appropriées. Toujours agir de la même façon est traître l'adversaire peut s'adapter.
Comprendre ses cartes est aussi quelque chose d'important. Il va de soit que si dans votre main de base vous disposez d'une suite alors les chances que les autres joueurs en aient aussi sont fortes. Il en de même pour les carrés. De plus, si vous n'avez qu'une carte au dessus de dix, vous n'avez pas une main particulièrement forte, et vice versa si toute vos cartes sont hautes. Déclarer Tichu avant l'échange six peut vous laisser avec une main avec des combinaisons très puissantes quasiment imparrables. 

#### Des erreurs à éviter
Dans le jeu lui-même trois cas de figure sont typiques des joueurs novices : le "tire allié" (Friendly fire en anglais), l'erreur de la haute suite et la haute bombe.
Le tire allié revient à jouer une haute carte directement sur celle d'un allié. En outre la force d'une équipe s'évalue avec le nombre de hautes cartes et de combinaisons dont elle dispose. Cette force est nécessaire pour garder la main et finir rapidement. Prendre la main à un allié en s'affaiblissant revient, dans la vaste majorité des cas, à diminuer les chances de son équipe. 
L'erreur de la haute suite ou bombe est très similaire, souvent il s'agit de jouer une suite de dix à as ou un carré de nobles ou d'as d'un coup et de se retrouver avec des simples faibles et donc injouables. Il s'agit ici aussi de ne pas s'épuiser trop vite. Il est problématique de confier toutes ses meilleures cartes à un allié et que ce dernier et brûle sans finir de jouer sa main. Une bombe d'as peut forcer un jeu en simple et passer une myriade de cartes faibles autant à soi qu'à ses alliés en battant les nobles adverses, là où une bombe peut prendre la main une fois. 

#### Des astuces
Le majong, la carte avec la valeur la plus faible, permet de faire un vœu. Ce dernier force un autre joueur à jouer une carte de la force choisie. Cette contrainte peut forcer un de ses adversaires à jouer sa bombe en début de partie et non à un moment stratégique clef. Aussi, si votre allié détient une main forte vous pouvez utiliser le majong en combinaison avec le chien pour lui donner la main directement en début de parti, en déclarant votre droit de jouer puis en jouant le chien directement.  
Pour jouer la bombe, il est préférable d'interrompre un adversaire après lui avoir forcé ses meilleurs combinaisons en lui prenant le plus de points possibles.  
La somme des piles de victoire est toujours de cents, quatre cinq (20 points), quatre dix (40 points), quatre roi (40 points), un dragon (25 points) et un phénix (-25). Pour compter les points d'une manche, il suffit donc de compter les points d'une équipe, préférablement la  pile de victoire accumulée d'une équipe, la plus petite.